# Henri-Camille Danger

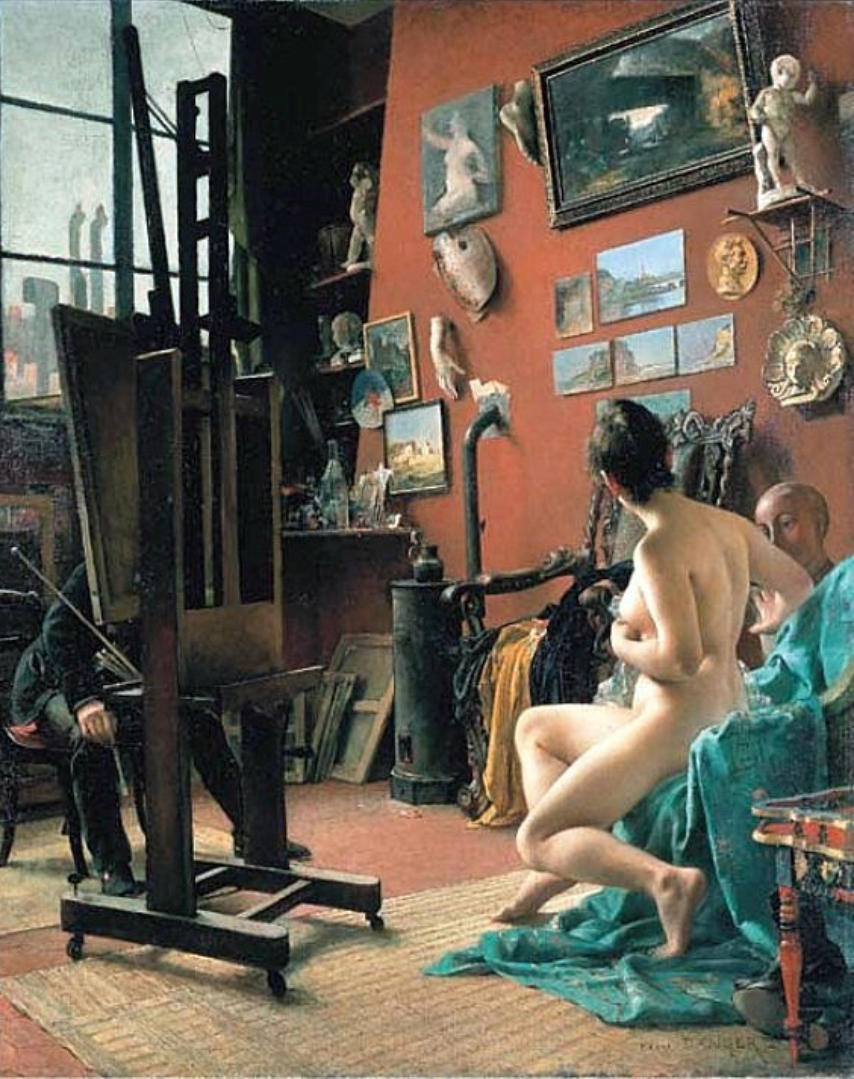
Im Atelier eines Freundes

Henri-Camille Danger (* 31. Januar 1857 in Paris; † 25. September 1939 in Fondettes) war ein französischer Genre- und Historienmaler.
Danger studierte an der École des beaux-arts de Paris bei Jean-Léon Gérôme und Aimé Millet. Er stellte ab 1886 im Salon der Société des Artistes Français aus, wurde 1899 deren Mitglied.
Danger gewann 1887 den Prix de Rome und war bis 1891 in der Villa Medici tätig. 1893 gewann er eine Medaille 2. Klasse im Salon und eine Silbermedaille auf der Weltausstellung Paris 1900. 
Er schuf auch um 1910 mehrere Kartons für Wandteppiche für die Manufacture Nationale des Gobelins.
Der Maler Pierre-Laurent Baeschlin war sein Schüler.
Er wurde 1903 zum Ritter der Ehrenlegion ernannt.